# 鐵沁鱷

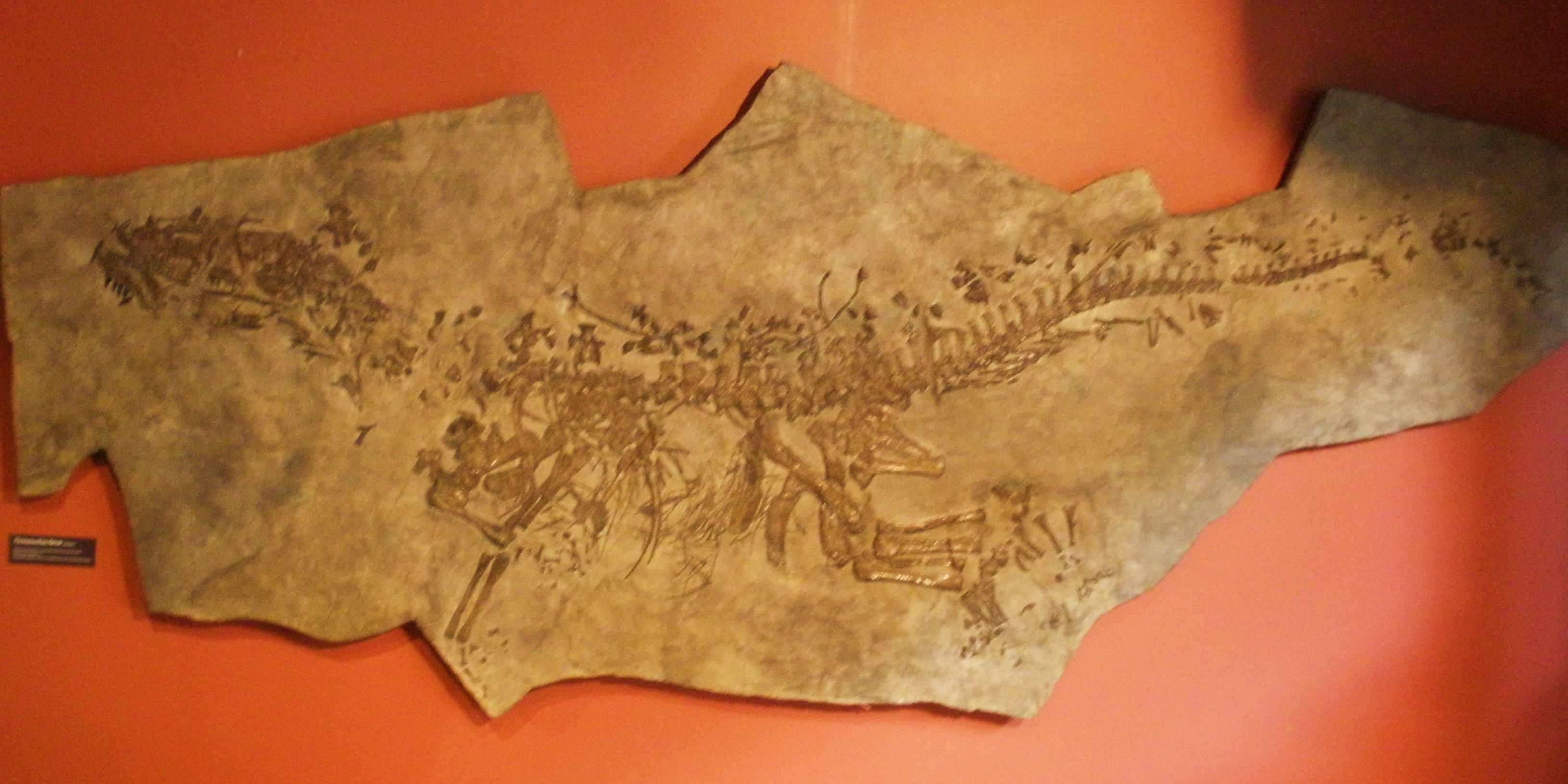
殘酷提契諾鱷的化石

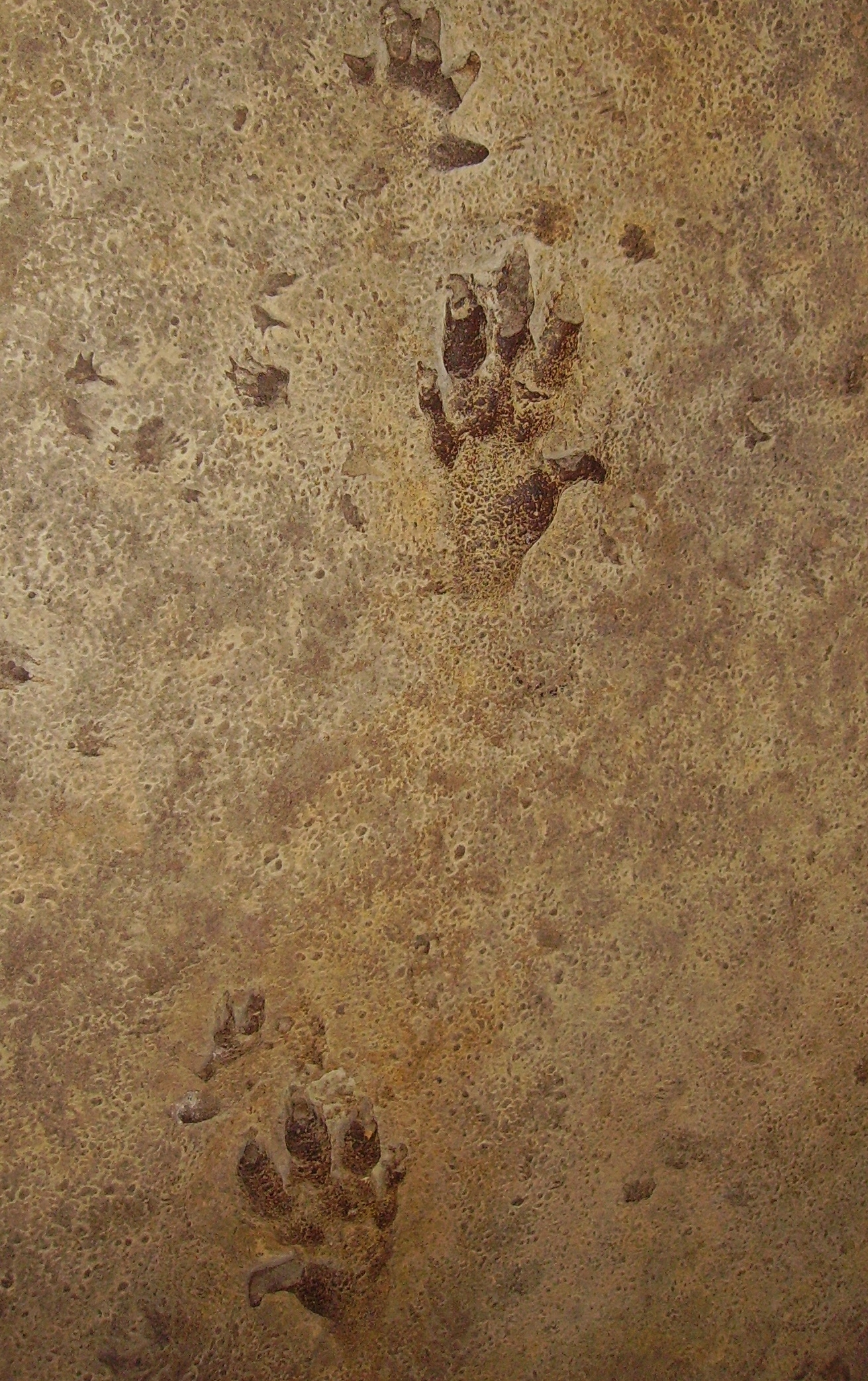
足跡化石Cheirotherium，可能是由提契諾鱷所留下，位於牛津大學自然歷史博物館

提契諾鱷屬（意為「提契諾河的鱷魚」）又譯為提蜥龍或鐵沁鱷，是種已滅絕主龍類爬行動物，生存於三疊紀中期的瑞士、義大利。
提契諾鱷身長約3公尺。提契諾鱷的身體，包括腹部，由厚重鱗甲所包覆。提契諾鱷的四肢以垂直方式位於身體之下。提契諾鱷的跟骨（Calcaneus）發展與特化的踝部關節，使牠們成為快速奔跑的動物。

## 外部連結
- 提契諾鱷簡介 （页面存档备份，存于） Dinoruss網站